# Plattensandstein

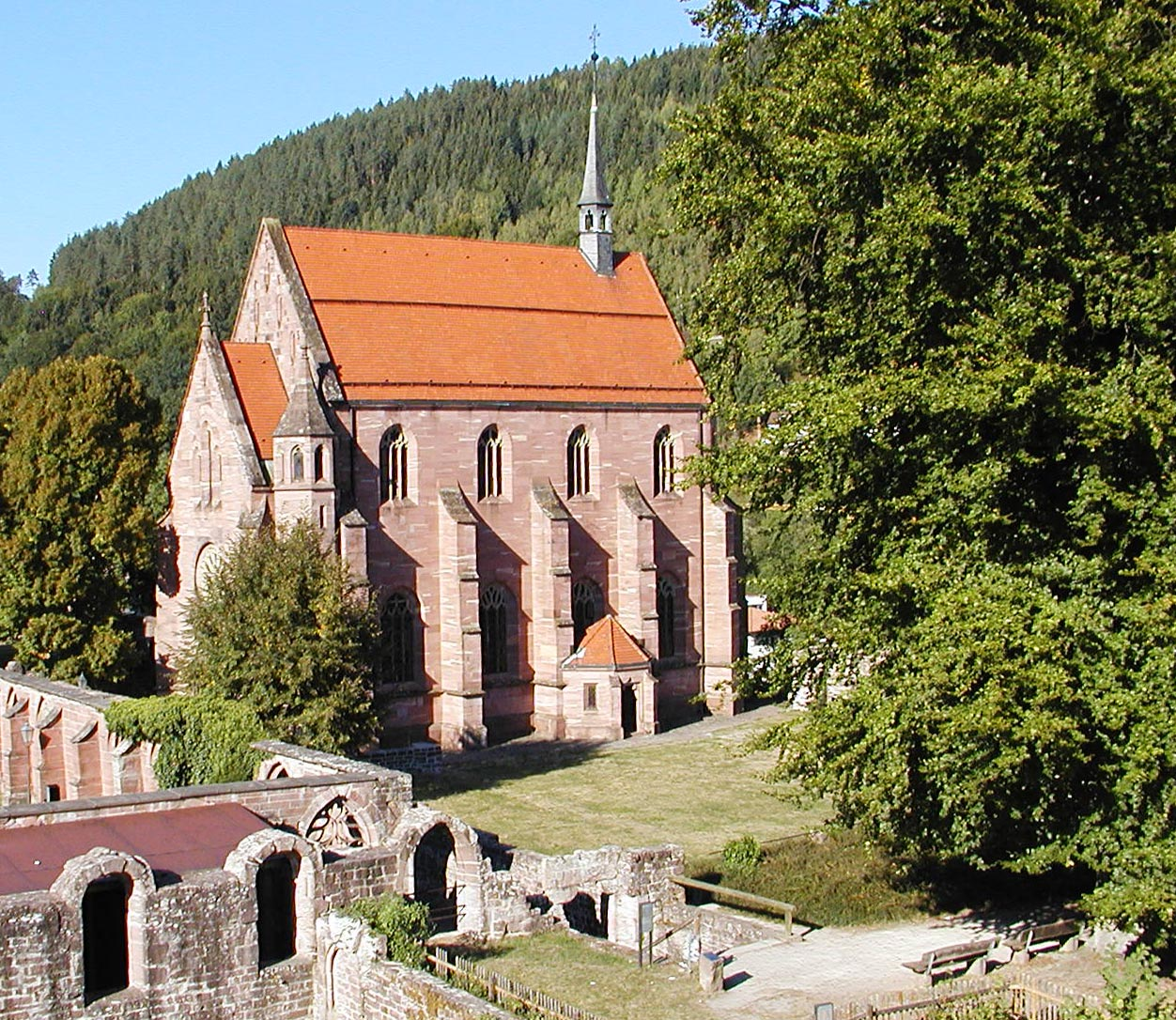
Die Marienkapelle des Klosters Hirsau aus Plattensandstein

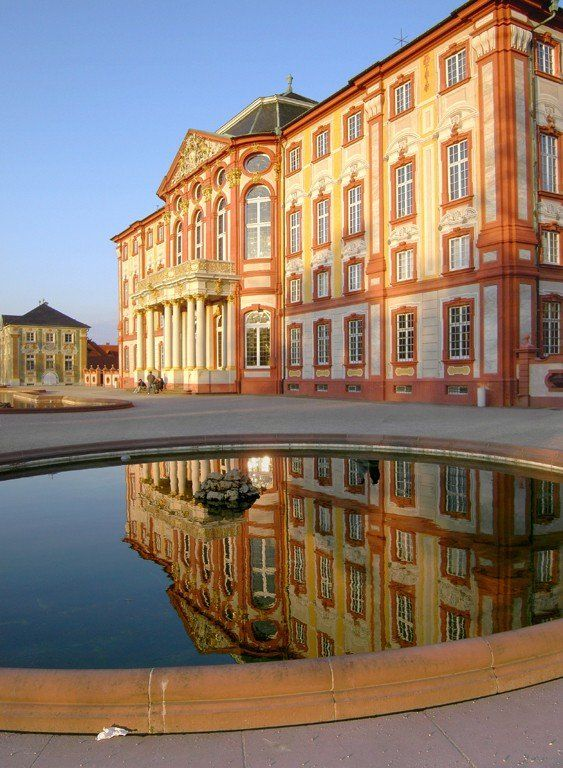
Schloss Bruchsal aus Loßburger Sandstein, einem Plattensandstein

Als Plattensandstein werden umgangssprachlich und in bestimmten Berufen mehrere Arten von Sandstein zusammengefasst, die in zahlreichen Steinbrüchen im mittleren und südlichen Baden-Württemberg am Schwarzwaldrand abgebaut werden. Sie entstanden im Oberen Buntsandstein. Die Bezeichnung Plattensandstein rührt davon, dass aus diesem Material mehr oder weniger ebene Platten von etwa 6 cm Dicke und mehr gewonnen werden können. Im Jahr 2008 waren zwei Sandsteinsorten im Abbau, der Loßburger und der Freudenstädter Sandstein.

## Vorkommen
Ein Vorkommen mit einer 40 Meter hohen Mächtigkeit befindet sich südlich des Kraichgaus im Landkreis Malsch bei Ettlingen, Königsbach-Stein und Weingarten in Baden-Württemberg. Am Ostrand des Schwarzwalds bei Bad Wildbad, Altensteig, Freudenstadt, Schiltach und von Schramberg bis nach Villingen gibt es ein weiteres mit einer Mächtigkeit von 35 bis 40 Metern, vereinzelte Vorkommen gibt es auch zwischen Offenburg und Lahr, am Lorettoberg bei Freiburg im Breisgau und zwischen Schopfheim und Lörrach.

Plattensandstein kommt in besonderer Mächtigkeit und Güte im Albtal, Pfinztal, Murg- und Enztal vor. Besonders begehrt war der Loßburger Sandstein, der von Loßburg in der Nähe von Freudenstadt stammt und bis zum heutigen Tag verbaut wird.

## Gesteinsbeschreibung und Verwendung
Diese Sandsteine sind feinkörnig und feinporig und wegen des geographisch ausgedehnten Herkunftsgebietes unterschiedlich rötlich bis blassrot gefärbt. Da sich Muskovit, der Hellglimmer, lagenweise eingelagert hat, lässt er sich gut spalten. Vereinzelt finden sich Toneinlagerungen. Die Verwitterungsfestigkeit ist je nach Steinbruch gut bis mäßig.
Zahlreiche Bauten im Schwarzwald sind aus Plattensandstein erbaut, bekannt sind vor allem das Kloster Hirsau, das Schloss Bruchsal, Schloss und Marienkirche Ettlingen sowie der Ehrenhof der Universität Karlsruhe. Die Steine der drei letztgenannten Bauwerke wurden aus dem Loßburger Sandstein geschlagen.

## Verwendung
Die Natursteine werden für Monumentalbauten im Hoch- und Brückenbau, ebene und profilierte Werksteine, Fußbodenplatten, Haussockel, Tröge, Denkmale und Grabmale sowie für Boden- und Wandplatten und filigrane Steinbildhauerarbeiten verwendet. Im Südlichen Schwarzwald wurden Mühlsteine aus Plattensandstein hergestellt.